# Żytomąt
Żytomąt (lit. Žitamantas) – wieś na Litwie, w okręgu uciańskim, w rejonie ignalińskim, w gminie Przyjaźń.

## Historia
W czasach zaborów dwa dwory i folwark w gminie Daugieliszki, w powiecie święciańskim, w guberni wileńskiej Imperium Rosyjskiego. W 1866 roku folwark miał 12 mieszkańców w 1 domu, należał do Dawidsona. Dwór zwany Czyrki miał 45 dziesięciń, własność Mięsojeda. Dwór zwany Zacisze miał 41 dziesięcin. W 1905 roku wymieniono folwark i zaścianek. Folwark liczył 5 mieszkańców, 41 dziesięcin, należał do Oziewicza; zaścianek liczył 9 mieszkańców, 45 dziesięcin, należał do Mięsojeda.
W dwudziestoleciu międzywojennym zaścianek leżał w Polsce, w województwie wileńskim, w powiecie święciańskim, w gminie Daugieliszki.
W 1931 w 2 domach zamieszkiwały 22 osoby.
Miejscowość należała do parafii rzymskokatolickiej w Przyjaźni. Podlegała pod Sąd Grodzki w Święcianach i Okręgowy w Wilnie; właściwy urząd pocztowy mieścił się w Ignalinie.
Od 1990 roku na niepodległej Litwie.